# Record dei campionati asiatici di atletica leggera
I record dei campionati asiatici di atletica leggera rappresentano le migliori prestazioni di atletica leggera stabilite nell'ambito dei campionati asiatici di atletica leggera.

## Maschili
Statistiche aggiornate a Bangkok 2023.
| 100 m piani            | 9"91 (+1,8 m/s) | Femi Ogunode                                                       | Qatar                        | 4 giugno 2015     | Wuhan, Cina            |         |        |             |         |
| 200 m piani            | 20"23 (-0,4 m/s) | Towa Uzawa                                                         | Giappone                     | 16 luglio 2023    | Bangkok, Thailandia    |         |        |             |         |
| 400 m piani            | 44"61 | Sugath Thilakaratne                                                | Sri Lanka                    | 20 luglio 1998    | Fukuoka, Giappone      |         |        |             |         |
| 800 m piani            | 1'44"27 | Majed Saeed Sultan                                                 | Qatar                        | 4 settembre 2005  | Incheon, Corea del Sud |         |        |             |         |
| 1 500 m piani          | 3'38"60 | Kim Soon-hyung                                                     | Corea del Sud                | 3 dicembre 1993   | Manila, Filippine      |         |        |             |         |
| 5 000 m piani          | 13'34"47 | Mohamad Al-Garni                                                   | Qatar                        | 4 giugno 2015     | Wuhan, Cina            |         |        |             |         |
| 10 000 m piani         | 28'23"70 | Hasan Mahboob                                                      | Bahrein                      | 14 novembre 2009  | Canton, Cina           |         |        |             |         |
| Maratona               | 2h20'29" | Li Jong Hyon                                                       | Corea del Nord               | 29 settembre 2005 | Giacarta, Indonesia    |         |        |             |         |
| 3 000 m siepi          | 8'16"0(m) | Khamis Abdullah Saifeldin                                          | Qatar                        | 10 agosto 2002    | Colombo, Sri Lanka     |         |        |             |         |
| 110 m ostacoli         | 13"21 (+1,7 m/s) | Xie Wenjun                                                         | Cina                         | 24 aprile 2019    | Doha, Qatar            |         |        |             |         |
| 400 m ostacoli         | 47"51 | Abderrahman Samba                                                  | Qatar                        | 22 aprile 2019    | Doha, Qatar            |         |        |             |         |
| Salto in alto          | 2,35 m | Mutaz Essa Barshim                                                 | Qatar                        | 9 luglio 2011     | Kōbe, Giappone         |         |        |             |         |
| Salto con l'asta       | 5,91 m | Ernest John Obiena                                                 | Filippine                    | 16 luglio 2023    | Bangkok, Thailandia    |         |        |             |         |
| Salto in lungo         | 8,40 m (+0,3 m/s) | Lin Yu-Tang                                                        | Taipei cinese                | 15 luglio 2023    | Bangkok, Thailandia    |         |        |             |         |
| Salto triplo           | 17,22 m (-1,0 m/s) | Chen Yanping                                                       | Cina                         | 23 ottobre 1991   | Kuala Lumpur, Malaysia |         |        |             |         |
| Getto del peso         | 20,41 m | Inderjeet Singh                                                    | India                        | 3 giugno 2015     | Wuhan, Cina            |         |        |             |         |
| Lancio del disco       | 65,95 m | Ehsan Hadadi                                                       | Iran                         | 21 aprile 2019    | Doha, Qatar            |         |        |             |         |
| Lancio del martello    | 80,45 m | Kōji Murofushi                                                     | Giappone                     | 10 agosto 2002    | Colombo, Sri Lanka     |         |        |             |         |
| Lancio del giavellotto | 86,72 m | Cheng Chao-Tsun                                                    | Taipei cinese                | 22 aprile 2019    | Doha, Qatar            |         |        |             |         |
| Decathlon              | 8 037 punti | Dmitrij Karpov                                                     | Kazakistan                   | 4 luglio 2013     | Pune, India            |         |        |             |         |
| Decathlon              | \| 100 m (v.) \| Lungo (v.) \| Peso \| Alto \| 400 m \| 110 m hs (v.) \| Disco \| Asta \| Giavellotto \| 1500 m \| \| ---------- \| ---------- \| ------- \| ------ \| ----- \| ------------- \| ------- \| ------ \| ----------- \| ------- \| \| 11"01 \| 7,01 m \| 16,18 m \| 1,98 m \| 49"36 \| 14"46 \| 50,27 m \| 5,10 m \| 48,40 m \| 4'57"56 \| |                                                                    |                              |                   |                        |         |        |             |         |
| Marcia 20 km (strada)  | 1h21'11"3 | Han Yucheng                                                        | Cina                         | 22 settembre 2003 | Manila, Filippine      |         |        |             |         |
| Staffetta 4×100 m      | 38"55 | Natawat Iamudom Soraoat Dabbang Chayut Khongprasit Puripol Boonson | Thailandia Squadra nazionale | 12 luglio 2023    | Bangkok, Thailandia    |         |        |             |         |
| Staffetta 4×400 m      | 3'01"56 | Aruna Dharshana Rajitha Niranjan Pabasara Niku Kalinga Kumarage    | Sri Lanka Squadra nazionale  | 16 luglio 2023    | Bangkok, Thailandia    |         |        |             |         |
| 100 m (v.)             | Lungo (v.) | Peso                                                               | Alto                         | 400 m             | 110 m hs (v.)          | Disco   | Asta   | Giavellotto | 1500 m  |
| 11"01                  | 7,01 m | 16,18 m                                                            | 1,98 m                       | 49"36             | 14"46                  | 50,27 m | 5,10 m | 48,40 m     | 4'57"56 |

## Femminili
Statistiche aggiornate a Bangkok 2023.
| Specialità              | Prestazione        | Atleta                                                | Nazione                 | Data              | Luogo                  |
| ----------------------- | ------------------ | ----------------------------------------------------- | ----------------------- | ----------------- | ---------------------- |
| 100 m piani             | 11"17 (+1,8 m/s)   | Ol'ga Safronova                                       | Kazakistan              | 22 aprile 2019    | Doha, Qatar            |
| 200 m piani             | 22"70 (+0,1 m/s)   | Veronica Shanti Pereira                               | Singapore               | 16 luglio 2023    | Bangkok, Thailandia    |
| 400 m piani             | 51"05              | Damayanthi Dharsha                                    | Sri Lanka               | 30 agosto 2000    | Giacarta, Indonesia    |
| 800 m piani             | 2'00"66            | Tharushi Dissanayaka                                  | Sri Lanka               | 16 luglio 2023    | Bangkok, Thailandia    |
| 1 500 m piani           | 4'06"75            | Nozomi Tanaka                                         | Giappone                | 12 luglio 2023    | Bangkok, Thailandia    |
| 3 000 m piani           | 9'05"20            | Zhong Huandi                                          | Cina                    | 15 novembre 1989  | Nuova Delhi, India     |
| 5 000 m piani           | 15'12"84           | Betlhem Desalegn                                      | Emirati Arabi Uniti     | 7 luglio 2013     | Pune, India            |
| 10 000 m piani          | 31'15"62           | Shitaye Eshete                                        | Bahrein                 | 23 aprile 2019    | Doha, Qatar            |
| Maratona                | 2h48'53"           | Asha Agarwal                                          | India                   | 29 settembre 1985 | Giacarta, Indonesia    |
| 3 000 m siepi           | 9'34"13            | Lalita Babar                                          | India                   | 6 giugno 2015     | Wuhan, Cina            |
| 100 m ostacoli          | 12"97 (-0,1 m/s)   | Feng Yun                                              | Cina                    | 20 luglio 1998    | Fukuoka, Giappone      |
| 400 m ostacoli          | 54"31              | Kemi Adekoya                                          | Bahrein                 | 6 giugno 2015     | Wuhan, Cina            |
| Salto in alto           | 1,94 m             | Miki Imai                                             | Giappone                | 20 luglio 1998    | Fukuoka, Giappone      |
| Salto in alto           | 1,94 m             | Tat'jana Efimenko                                     | Kirghizistan            | 28 luglio 2007    | Amman, Giordania       |
| Salto con l'asta        | 4,66 m             | Li Ling                                               | Cina                    | 6 giugno 2015     | Wuhan, Cina            |
| Salto con l'asta        | 4,66 m             | Li Ling                                               | Cina                    | 14 luglio 2023    | Bangkok, Thailandia    |
| Salto in lungo          | 6,97 m (+0,5 m/s)  | Sumire Hata                                           | Giappone                | 14 luglio 2023    | Bangkok, Thailandia    |
| Salto triplo            | 14,69 m (+1,6 m/s) | Ol'ga Rypakova                                        | Kazakistan              | 28 luglio 2007    | Amman, Giordania       |
| Getto del peso          | 19,69 m            | Huang Zhihong                                         | Cina                    | 19 novembre 1989  | Nuova Delhi, India     |
| Lancio del disco        | 66,42 m            | Feng Bin                                              | Cina                    | 14 luglio 2023    | Bangkok, Thailandia    |
| Lancio del martello     | 75,66 m            | Wang Zheng                                            | Cina                    | 22 aprile 2019    | Doha, Qatar            |
| Lancio del giavellotto  | 65,83 m            | Lü Huihui                                             | Cina                    | 21 aprile 2019    | Doha, Qatar            |
| Eptathlon               | 6 259 punti        | Ghada Shouaa                                          | Siria                   | 2 dicembre 1993   | Manila, Filippine      |
| Marcia 10 000 m (pista) | 44'59"90           | Li Hong                                               | Cina                    | 30 agosto 2000    | Giacarta, Indonesia    |
| Marcia 20 km (strada)   | 1h30'12"           | Mayumi Kawasaki                                       | Giappone                | 13 novembre 2009  | Canton, Cina           |
| Staffetta 4×100 m       | 42"87              | Liang Xiaojing Wei Yongli Kong Lingwei Ge Manqi       | Cina Squadra nazionale  | 23 aprile 2019    | Doha, Qatar            |
| Staffetta 4×400 m       | 3'30"93            | Rajwinder Kaur Sathi Geetha Chitra Soman Manjeet Kaur | India Squadra nazionale | 4 settembre 2005  | Incheon, Corea del Sud |

## Misti
Statistiche aggiornate a Bangkok 2023.
| Specialità              | Prestazione | Atleta                                                             | Nazione                 | Data           | Luogo               |
| ----------------------- | ----------- | ------------------------------------------------------------------ | ----------------------- | -------------- | ------------------- |
| Staffetta 4×400 m mista | 3'14"70     | Rajesh Ramesh Aishwarya Kailash Mishra Amoj Jacob Subha Venkatesan | India Squadra nazionale | 15 luglio 2023 | Bangkok, Thailandia |